# Conothraupis speculigera
Conothraupis speculigera е вид птица от семейство Тангарови (Thraupidae). Видът е почти застрашен от изчезване.

## Разпространение
Видът е разпространен в Боливия, Бразилия, Еквадор и Перу.